# (6330) Koen
(6330) Koen (1992 FN) – planetoida z pasa głównego asteroid okrążająca Słońce w ciągu 3,29 lat w średniej odległości 2,21 j.a. Odkryta 23 marca 1992 roku.